# Malteški FA trofej
Malteški FA trofej, trenutno poznat kao Meridianbet FA Trofej iz sponzorskih razloga, je godišnje fudbalsko takmičenje koje se održava na Malti. Pehar je osnovan 1933. godine; nakon utakmice između Engleske i Italije, igrane u Rimu u maju 1933. godine, gde je veliki broj malteških navijača pro-Britanaca putovalo da podrži engleski tim. Fudbalski savez Engleske je u znak priznanja poklonio srebrni pehar koji se igra prema modelu FA kupa.
Tim koji osvoji pehar dobija mesto u prvom kvalifikacionom krugu UEFA Lige konferencije. Ovo takmičenje se sada igra na osnovu eliminacije između svih seniornih klubova u malteškom i gozitanskom fudbalskom sistemu. Pobeditelji pehara igraju utakmicu za Malteški Superkup protiv šampiona lige te sezone.

## Format
Deset timova iz Prve divizije i timovi koji su zauzeli od 4. do 10. pozicije u ligi iz prethodne sezone učestvuju u prvom krugu. Držatelji pehara i tri najbolja tima su nosioci. Osam pobedničkih timova ponovo igra u drugom krugu, nakon čega četiri tima ostaju. Tri najbolja tima iz prethodne lige i držatelji pehara ulaze direktno u fazu četvrtfinala, zajedno sa preostala četiri pobednička tima.
Od takmičenja za sezonu 2009–10, aktuelni šampioni Gozo First Division takođe će biti uključeni u takmičenje. To će biti slučaj osim ako Gozo FC, klub sa sedištem na Gozo, ali koji igra u malteškim ligama, ne igra u Malteškoj Premijer ligi ili Malteškoj Prvoj diviziji i zauzme mesto šampiona Goza.
Dana 13. januara 2011. godine, Fudbalski savez Malte odlučio je da restrukturira format pehara od sezone 2011–12. Nakon uspeha MFA League Anniversary Cup, gde je tada 21 tim malteškog sistema četvorostepenih liga učestvovao u takmičenju, MFA je odlučila da uključi sve klubove malteških liga, zajedno sa klubovima iz Gozo Prve divizije i Gozo Druge divizije. Klubovi sa Goza i oni iz malteške Treće divizije učestvuju u prvom krugu, pridruženi klubovima iz malteške Druge divizije i malteške Prve divizije u drugom krugu i pridruženi klubovima iz malteške Premijer lige u trećem krugu, gde će prvih šest timova iz prethodne sezone i držatelj pehara biti nosioci. Takmičenje ostaje na osnovu eliminacije. 
21. maja 2016. godine, stari srebrni pehar je zamenjen novim, delimično finansiranim od strane engleskog FA. Novi pehar je predstavljen neposredno pre utakmice između Engleske i Malte za kvalifikacije za Svetsko prvenstvo 2018. godine. Novi pehar će biti 65 cm visok i težak 7 kilograma, od kojih je šest kilograma čisto srebro. Pehar će biti proizveden tradicionalnim metodama srebrnicanja, ručno. Novi pehar će zadržati glavne karakteristike trenutnog FA Trophy, sa igračem koji drži loptu iznad glave kao gornjim delom na srebrnoj podlozi, takođe prisutnim na trenutnom peharu, sa tačnim natpisom koji simbolizuje vezu između engleskog FA i Malteškog FA, globus i baza će ostati identični, dok će reljef fudbalske utakmice pronađen na trenutnom peharu takođe zadržati svoje mesto.   Novi pehar je dizajniran u obliku starog Kasar kupa, što je bilo drugo istorijsko takmičenje MFA u kojem su se najbolji britanski službeni timovi takmičili protiv dva najbolja malteška tima za pehar. Veteranima se sećaju strasti ovih utakmica, s malteškim fudbalskim ljubiteljima koji su svi navijali za malteške timove protiv britanskih.
Od ove nove restrukturacije takmičenja u sezoni 2011–12, već je očigledna velika sličnost sa engleskim FA Cup-om jer su se već dogodili mnogi veliki šokovi. Najbolja priča do sada je priča S.K. Viktorija Vanderers FK koji je stigao do polufinala izdanja 2016–17, kao prvi gozitanski klub koji je stigao do ovog takmičenja.
Sezone 2019–20 i 2020–21 pehara su proglašene otkazanim od strane MFA zbog širenja pandemije kovida 19.  

## Spoljašnje veze
- Trofej FA Архивирано на веб-сајту  (10. септембар 2014)
- Trofej na maltafootball.com